# Брукфілд-Сентер (Огайо)
Брукфілд-Сентер (англ. Brookfield Center) — переписна місцевість (CDP) в США, в окрузі Трамбалл штату Огайо. Населення — 1141 особа (2020).

## Географія
Брукфілд-Сентер розташований за координатами 41°14′19″ пн. ш. 80°33′21″ зх. д. / 41.23861° пн. ш. 80.55583° зх. д. (41.238616, -80.555770).  За даними Бюро перепису населення США в 2010 році переписна місцевість мала площу 7,25 км², уся площа — суходіл.

## Демографія
Згідно з переписом 2010 року, у переписній місцевості мешкало 1207 осіб у 534 домогосподарствах у складі 353 родин. Густота населення становила 166 осіб/км².  Було 581 помешкання (80/км²).
Расовий склад населення:
| - 97,0 % — білих - 1,3 % — чорних або афроамериканців - 0,4 % — азіатів - 0,1 % — корінних американців |

До двох чи більше рас належало 1,2 %. Частка іспаномовних становила 0,5 % від усіх жителів.
За віковим діапазоном населення розподілялося таким чином: 15,5 % — особи молодші 18 років, 61,6 % — особи у віці 18—64 років, 22,9 % — особи у віці 65 років та старші. Медіана віку мешканця становила 50,0 року. На 100 осіб жіночої статі у переписній місцевості припадало 97,5 чоловіків;  на 100 жінок у віці від 18 років та старших — 93,2 чоловіків також старших 18 років.
Середній дохід на одне домашнє господарство  становив 71 224 долари США (медіана — 64 500), а середній дохід на одну сім'ю — 86 378 доларів (медіана — 84 833). Медіана доходів становила 49 688 доларів для чоловіків та 32 738 доларів для жінок. За межею бідності перебувало 4,4 % осіб, у тому числі 4,2 % дітей у віці до 18 років та 4,4 % осіб у віці 65 років та старших.
Цивільне працевлаштоване населення становило 682 особи. Основні галузі зайнятості: освіта, охорона здоров'я та соціальна допомога — 35,3 %, виробництво — 21,1 %, роздрібна торгівля — 7,3 %, мистецтво, розваги та відпочинок — 7,3 %.